# کمردرد
کمردرد (به انگلیسی: Low Back Pain) مشکل و شکایت شایعی است که بسیاری از افراد در طول زندگی با آن روبرو می‌شوند. آمار نشان می‌دهد که ۸۰٪ از افراد در دوران زندگی خود حداقل یک مرتبه به علت کمردرد به پزشک مراجعه کرده‌اند. اگرچه علت کمردرد در بسیاری از بیماران از طریق شکایت بیمار، آزمونهای بالینی و آزمایشگاهی و همچنین بخش تصویر برداری پزشکی قابل شناسایی است، ولی به دلیل شایع بودن دردهای ناحیه کمر و عوامل مختلفی که در ایجاد آن نقش دارند، تشخیص علت اصلی به وجود آورنده کمردرد مشکل است.
در ستون فقرات، در صورت ضایعه و درگیر شدن عناصر حساس به درد مانند ماهیچه‌ها و تاندون آنها، رباط‌ها، فاسیا، مفاصل بین مهره‌ای پشتی (مفاصل فاست یا آپوفیزیال)، اعصاب نخاعی و ریشه‌های آنها، عروق خونی و طناب نخاعی به هر دلیلی، احتمال ایجاد درد وجود دارد که ممکن است در همان ناحیه یا نقاط دورتری به شکل دردهای تیرکشنده احساس گردند. نظریه‌های مختلفی در رابطه با علل بروز کمر درد وجود دارد.
کمر درد از نظر متخصصین به دو دسته کمر درد حاد (این وضعیت ۴ تا ۱۲ هفته طول می‌کشد و با درمان‌های غیر جراحی برطرف می‌شود) و کمر درد مزمن (در کمر درد مزمن، پس از درمان اولیه، درد تا سه ماه یا بیشتر طول می‌کشد) تقسیم می‌شود.

## ستون فقرات
ستون فقرات شامل ۳۳ مهره است:
- هفت مهره گردنی
- دوازده مهره پشتی
- پنج مهره کمری
- پنج مهره خاجی که در افراد بالغ به یکدیگر چسبیده و استخوان خاجی یا ساکروم را به وجود آورده‌اند.
- چهار مهره دنبالچه‌ای که در بالغین یک استخوان دنبالچه یا کوکسیکس را ایجاد می‌کنند.

هر مهره از دو قسمت تشکیل می‌گردد:
- جسم مهره در جلو
- قوس مهره در پشت (عناصرخلفی) جسم و قوس هر مهره به گونه‌ای به یکدیگر اتصال می‌یابند که سوراخ مهره‌ای را ایجاد می‌کنند. سوراخ‌های مهره‌ای در طول ستون فقرات به گونه‌ای در امتداد هم قرار می‌گیرند که، مجرای نخاعی (مهره‌ای) را به وجود می‌آورند و طناب نخاعی را در خود جای می‌دهد. به انتهای‌ترین قسمت طناب نخاعی، مخروط انتهایی می‌گویند. طناب نخاعی (نخاع شوکی) در محل سوراخ پس سری آغاز شده و در مهره اول یا دوم کمری (L1 یا L2) پایان می‌یابد.

بین جسم هر دو مهره، یک دیسک قرار می‌گیرد. دیسک‌های بین مهره‌ای نقش بسیار مهمی در کاهش فشار به ساختارهای ستون فقرات و همچنین تسهیل حرکات آن دارند. هر دیسک خود شامل دو قسمت است:
- بخش مرکزی بنام هسته دیسک
- بخش محیطی بنام آنولوس فیبروزوس

ستون مهره‌ای دارای شش رباط (لیگامان) اصلی به همراه مفاصل بین مهره‌ای جلویی و مفاصل بین مهره‌ای پشتی (مفاصل فاست یا آپوفیزیال) است. شش رباط اصلی ستون فقرات عبارتنداز:
- رباط طولی جلویی (قدامی)
- رباط طولی پشتی (خلفی)
- رباط زرد (فلاوم)
- رباط بین خاری (اینتراسپاینوس)
- رباط فوق خاری (سوپرااسپاینوس)
- رباط بین عرضی (اینترترانسورس)

## علل دردهای کمری
عوامل مختلفی در ایجاد درد کمر نقش دارند و تقسیم‌بندی‌های گوناگونی ازنظر مؤلفان در این ارتباط وجود دارد. سندرم بی تحرکی یکی از مهم‌ترین عوامل ابتلا به بیماری‌های مزمن و ناتوانی جسمانی حرکتی از جمله کمر درد به‌شمار می‌آید. به نظر پزشکان بیش از ۸۵ درصد علل دردهای عضلانی مربوط به بی تحرکی است. صرف نظر از عواملی چون چاقی و نوع شغل، مهم‌ترین علل کمردرد عبارتنداز:
- درد مکانیکی[۷] کمر
- درد کمر با منشأ درون وندی[۸]
- درد کمر التهابی[۹]
- درد به دلیل عفونت[۱۰]
- درد ناشی از تومورها(Tumors)
- درد کمر با منشأ عروقی[۱۱]
- درد کمر با مبدأ روانی[۱۲]

از میان علت‌های فوق، دردهای مکانیکی شایعترین علت کمردرد هستند.

### علل مکانیکی دردهای کمری
۹۰ درصد دردهای کمری از نوع مکانیکی است. بسیاری از این اختلالات مکانیکی نیز در قسمت پایین فقرات کمری ایجاد می‌شود. درحقیقت ناحیه کمری-خاجی(Lumbosacral)شایعترین محل دردهای کمری است.
مهم‌ترین علل دردهای مکانیکی ناحیه کمر عبارتنداز:
- کشیدگی عضلانی (Strain)
- پیچ خوردگی (Sprain)ها
- اسپاسم عضلات ناحیهٔ کمری-لگنی (Muscle Spasms)
- آسیب مفاصل بین مهره‌ای پشتی(Facet Joints)
- فتق دیسک بین مهره‌ای[۱۴]
- لغزش مهره (Spondylolisthesis)کمری
- انحراف جانبی ستون فقرات(Scoliosis)
- آرتروز(Osteoarthritis)
- تنگی مجرای نخاعی[۱۵]
- شکستگی‌ها(Fractures)
- دررفتگی‌ها(Dislocation)
- بی‌ثباتی کمری-لگنی (Lumbopelvic Instability)
- ناهنجاری‌های مادرزادی مانند ساکرالیزاسیون و لومباریزاسیون (Sacralization and Lumbarization)

### درد کمر با منشأ درون وندی
گاهی دردهای کمری در ارتباط با ساختارهای ستون فقرات نبوده و از بافت‌های دیگری ایجاد می‌گردند که ممکن است مبدأ درون وندی داشته باشند. به‌طورکلی، به دردهایی که به علت ارتباطات عصبی مشترک در دستگاه عصبی مرکزی در ناحیه دیگری غیراز منطقه اصلی خود احساس گردند، درد ارجاعی می‌نامند. بیماری‌های دستگاه گوارش همانند زخم دوازدهه، پانکراتیت و زخم معده ممکن است باعث کمردرد گردند. به همین ترتیب اختلالات دستگاه ادراری همانند سنگ کلیه، مشکلات حالب‌ها، تومور پروستات، پروستاتیت (التهاب پروستات) و بیماری‌های دستگاه تناسلی در خانم‌ها مثل اندومتریوز و تومور رحم نیز می‌توانند باعث ایجاد درد ارجاعی در ناحیه کمر گردند.

### درد التهابی کمردرد
برخی از بیماری‌های روماتیسمی که باعث ایجاد پدیده التهابی در بافت‌های بدن می‌گردند، ممکن است عامل کمردرد باشند، که شدت درد و محل آن به نوع بیماری بستگی دارد. دردهای التهابی ناشی از یک بیماری روماتیسمی، به هنگام استراحت افزایش و در زمان‌های فعالیت کاهش می‌یابند (برخلاف درد مکانیکی کمری). در بسیاری از این بیماران به هنگام صبح، درد باعث بیداری فرد می‌گردد که پس از مدتی فعالیت کاهش می‌یابد. مواردی از بیماری‌های روماتیسمی که ممکن است باعث کمردرد شوند عبارتنداز:
- آرتریت روماتوئید
- اسپوندیلیت آنکیلوزان
- بیماری بهجت
- سندرم رایتر

### درد به علت وجود تومور
تومورهای ناحیه ستون فقرات ممکن است مهره‌های کمری، بافت‌های نرم اطراف ستون فقرات، مننژ یا ریشه اعصاب نخاعی را درگیر کنند. تومورهای خوش‌خیم همانند تومورهای بدخیم، می‌توانند به عنوان یک عامل درد کمر مطرح باشند. گاهی تومور مهره‌ها به علت متاستاز مثلاً از کلیه، پروستات، ریه و پستان ایجاد می‌گردد.

### درد ناشی از بیماری عفونی
عفونت‌های حاد و مزمن از عوامل درد کمری محسوب می‌شوند. برخی از این موارد عبارتنداز:
- استئومیلیت حاد و مزمن
- عفونت قارچی
- سل
- عفونت حاد فضای دیسک
- تب مالت (بروسلوز)

### درد کمر با منشأ عروقی
اختلالات عروقی ناشی از سرخرگ یا سیاهرگ در ایجاد درد نقش دارند. بعضی از مشکلات سرخرگی یا سیاهرگی که ممکن است عامل درد کمر باشند شامل:
- انسداد پیشرونده و تدریجی آئورت
- آنوریسم آئورت شکمی
- انسداد عروق ایلیاک (تهیگاهی)
- فشار به سیاهرگ‌های مهره‌ای
- نارسایی‌های سیاهرگی

### درد کمر با منشأ روانی
اگر درد بدون وجود ضایعه عضوی خاصی ایجاد گردد، درد روانی (سایکوژنیک) یا سایکوسوماتیک می‌نامند. این نوع درد منشأ روحی داشته و ارتباطی با ساختار ماهیچه‌ای، مفصلی، رباط‌ها و دیسک بین مهره‌ای ندارد. به هرحال محل درد و نیز تنوع بارزی که با هیچ تفسیر آناتومیک خاصی هم‌خوانی نداشته باشد، سایکوژنیک بودن درد را مطرح می‌سازد. مواردی چون افسردگی، هیستری و تمارض در این گروه قرارمی‌گیرند. تشخیص دردهای سایکوژنیک معمولاً آسان نیست و به خصوص اگر با یک ضایعه عضوی نیز همراه گردند، ممکن است گیج‌کننده باشند.

### علل دیگر
سایر عللی که ممکن است باعث کمردرد شوند عبارتند از:
- اختلالات مادرزادی مانند ساکرالیزاسیون و لومباریزاسیون
- بیماری‌های متابولیک همانند استئوپروز و بیماری‌های غدد مانند هیپرپاراتیروئیدی
- مسمومیت با فلزات سنگین مانند جیوه و رادیوم
- بیماری‌های خونی مانند تالاسمی

## معاینه
پزشک با توجه به شرح حال و تاریخچه بیمار، معاینات مختلفی را روی ساختار ستون فقرات و نواحی مرتبط، جهت دستیابی به علت احتمالی درد کمر، شدت و محل آن انجام می‌دهد که ممکن است شامل موارد زیر باشد:
- مشاهده ساختمان ستون فقرات به ویژه ناحیه کمری خاجی (Lumbosacral)
- لمس قسمت‌هایی که احتمال ایجاد درد در آن نواحی وجود دارد. لمس ناحیه دردناک به آگاهی از شدت و نوع درد بیمار کمک می‌کند.
- بررسی دامنه حرکتی (ROM) ستون فقرات در جهات مختلف
- معاینه ماهیچه‌هایی که احتمال اسپاسم در آن‌ها وجود دارد (به خصوص عضلات ایلیوپسواس و همسترینگ)
- بررسی طول اندام‌های تحتانی
- ارزیابی استخوان‌های لگن خاصره (هیپ و خارجی) جهت بالانس بودن و وجود هرگونه چرخش
- آزمون قدرت ماهیچه‌ها به ویژه ماهیچه‌های مچ پا و انگشتان پا جهت ارزیابی ریشه‌های عصبی کمری-خاجی
- معاینات حسی نواحی اندام‌های تحتانی
- انجام آزمون‌های رایج همانند آزمون بلندکردن مستقیم ساق پا (لازک)(SLR Test) و تست پاتریک یا فابر (Faber or Patrick Test)
- ارزیابی رفلکس‌های مختلف تاندونی همانند رفلکس جهش زانو و رفلکس‌های پوستی رفلکس سطحی شکمی

## تشخیص
پزشکان بر این باورند سن ابتلا به کمردرد و دردهای مزمن در ناحیه ستون فقرات پایین آمده و از این جهت موضوع نگران‌کننده است. بخش بزرگی از کمردردها ناشی از سبک زندگی نادرست و پایین بودن سطح اطلاعات مردم در خصوص رفتارهای صحیح نشستن و خوابیدن، جابه جایی اجسام، تحرک جسمانی کم و تغذیه نادرست است. در گذشته اغلب بیمارانی که از دردهای کمر شکایت داشتند در سنین میانسالی به بالا بودند اما امروز با زندگی مدرن، جوانان و نوجوانان نیز به جرگه تجربه کنندگان دردهای کمر پیوسته‌اند. علاوه بر معاینه فیزیکی جهت تشخیص علت کمردرد توسط پزشک معالج، احتمال دارد با توجه به شرایط بیمار اقدامات تشخیصی خاصی نیز درخواست گردد که عبارتند از:
- رادیوگرافی
- ام آر آی
- سی تی اسکن
- اسکن استخوانی
- میلوگرافی
- آزمایش خون

## درمان
به‌طورکلی، درمان شامل موارد زیر است:
- درمان دارویی طبق نظر متخصص مربوطه با توجه به علت کمردرد
- درمان کاردرمانی در کمردرد شامل آموزش و اصلاح فعالیتهای روزمره برای کاهش فشار بر کمر، تمرینات تقویتی و انعطافپذیری برای بهبود ثبات عضلانی و دامنه حرکتی، و همچنین مدیریت درد با تکنیکهای آرامسازی و بازگشت تدریجی به فعالیتهای شغلی و زندگی میشود.
- درمان فیزیوتراپی که بیشتر در ارتباط با دردهای مکانیکی کاربرد دارد
- کنترل فعالیت‌های روزمره جهت کاهش درد و پیشگیری از بروز دردهای کمری
- تصحیح حالت نشستن جهت جلوگیری از کمر درد و قوز پشتی،
- استفاده از حمایت‌کننده‌ها یا ساپورترهای کمری در هنگام نشستن
- درمان جراحی که در آسیب‌های شدید و موارد خاص مطرح می‌گردد. زمانی که درد بیمار خیلی زیاد باشد و بیمار به درمان‌های فوق پاسخ ندهد ممکن است نیاز به عمل جراحی ضروری باشد.

#### درمان سریع کمردرد
در هنگام بروز کمر درد از کمپرس گرم و سرد استفاده کنید. تحقیقات نشان داده که استفاده از گرما و سرما راه‌های مؤثری برای تسکین کمردرد هستند. می‌توان با قرار دادن مستقیم یک کیسه یخ پیچیده شده در یک حوله بر روی کمر، التهاب آن را کاهش داد.

## اصول پیشگیری
پیشگیری از دردهای کمر یک عامل مهم جهت بهبود مناسبات اقتصادی، مشارکت فعال افراد در جامعه و کاهش هزینه‌های درمانی است. بسیاری از عوامل مهم پیشگیری از کمردرد عبارتنداز:
- پرهیز از یک وضعیت ثابت، به ویژه نشستن طولانی مدت روی صندلی
- اجتناب از حرکات سریع و چرخشی در ستون فقرات
- اگر مجبور به کار در حالت ایستاده هستیم، باید به گونه‌ای شرایط را مهیا کنیم که مجبور به خم کردن تنه نباشیم.
- پرهیز از بلند کردن اجسام سنگین، به خصوص در حالت ایستاده با زانوهای صاف
- استانداردسازی محیط‌های کار و خانه ازنظر ارتفاع مناسب اجسام در دسترس
- کاهش وزن درصورت چاقی
- تقویت ماهیچه‌های ستون فقرات براساس اصول صحیح. امروزه علم فیزیوتراپی می‌تواند یک روش مناسب و مفید را در این زمینه ارائه کند.
- پرهیز از رانندگی طولانی مدت و در نظر گرفتن توقف‌هایی در مسیر
- پرهیز از تشک‌های نرم حجیم و استفاده از بالش‌های مناسب زیر سر.
- داشتن اعتماد به نفس و روحیه‌ای شاد به جای اضطراب و تشویش. افراد مضطرب معمولاً کنترل مناسبی بر وضعیت بدنی خود در فعالیت‌های روزمره ندارند، بنابراین مستعد آسیب بیشتری هستند.

## پشتی طبی
پشتی طبی وسیله‌ای ارگونومیک جهت حمایت از ستون فقرات کمری در هنگام نشستن می‌باشد که بر روی صندلی نصب می‌شود.

ستون فقرات دارای چهار انحنای طبیعی است. قوس پایینی همان ستون فقرات کمری یا لومبار Lumbar است که به سمت جلو تحدب دارد و از ۵ مهره تشکیل شده است. این ناحیه وزن تنه را تحمل کرده و کمردرد بیشتر در این محل احساس می‌شود.

طبق اصول ارگونومی و توصیه‌های متخصصین ستون فقرات، در هنگام نشستن باید این ناحیه کاملاً توسط تکیه‌گاه صندلی حمایت شود به‌طوری‌که پشت کاملاً به تکیه‌گاه چسبیده و نشیمنگاه روی صندلی قرار بگیرد از آنجایی که اکثر صندلی‌ها فاقد قسمت حمایت‌کننده هستند از پشتی طبی استفاده می‌شود.

نشستن بر روی صندلی اداری بدون یک ساپورتر مناسب که بتواند کاملاً کمر را در بر بگیرد می‌تواند به میزان زیادی به ناحیهٔ انتهایی ستون فقرات فشار وارد کند.

دیسک‌های ستون فقرات کمری خاجی در حالت نشسته سه برابر بیشتر از زمانی که می‌ایستید فشار را تحمل می‌نمایند و نشستن بدون یک حمایت‌کننده منجر به این می‌شود که ستون فقرات شکل و وضعیتی بیمار گونه به خود بگیرد.
در اکثر افراد، نشستن یا باعث ایجاد درد در ناحیه کمر یا سبب تشدید آن می‌گردد. حفظ فرم صحیح ستون فقرات بدون استفاده از ساپورتر مشکل می‌باشد چرا که ستون فقرات کمری (lumbar spine) و ماهیچه‌های بزرگ در انتهای کمر مجبورند سخت‌تر کار کنند تا انحنای ستون فقرات و فرم صحیح آن حفظ شود. در طولانی مدت همان‌طور که بدن خسته می‌گردد، ماهیچه‌های در بر گیرندهٔ ستون فقرات ضعیف می‌شوند و بخش بالایی کمر و سر برای جبران ضعف ماهیچه‌های ستون فقرات کمری به جلو انحنا می‌یابند که نهایتاً به قوز کردن و خمیده شدن به جلو می‌انجامد.
با یک پشتی طبی مناسب که همچون یک حمایت‌کننده برای ستون فقرات کمری عمل می‌نماید، ماهیچه‌های اطراف ستون فقرات از مسئولیت اضافی حفظ انحنای طبیعی ستون فقرات خلاص می‌شوند و این حمایت به خصوص در نشستن‌های طولانی مدت کاملاً حیاتی و ضروری است.
ستون فقرات زیر با استفاده از یک ساپورتر بهترین پوسچر را دارد:
1. ستون فقرات به شکل s می‌باشد
2. وزن جثه به ستون فقرات کمری منتقل می‌شود بنابراین ستون فقرات در حالت متوازن می‌باشد
3. خط ستون فقرات به برجستگی ایسکیوم نزدیکتر می‌گردد
4. که این سبب کاهش گرایش لگن به چرخیدن در جهت عقب می‌گردد
5. این وضعیت به نوبه خود سرخوردن پاها در امتداد نشیمنگاه صندلی را کاهش داده بنابراین حالت قرارگیری ستون فقرات (پوسچر ستون فقرات) پایدار و پوست دیگر کشیده نمی‌شود
6. دنبالچه دور از نشیمنگاه صندلی و راست می‌باشد و …
7. ماهیچه‌های کپل به عقب حرکت کرده و به جای قرارگرفتن در زیر، پشت لگن هستند.

افزون بر مزایای زیادی که یک ساپورتر مناسب در ناحیه ستون فقرات ایجاد می‌کند؛ شکل دیسک‌ها و فشار داخلی شان در حالیکه روی ارسال مواد مغذی به آن‌ها تأثیر می‌گذارد همچنین بر نخاع، ماهیچه‌ها و تاندون‌ها نیز فشار وارد می‌کند.